# Zastava Slovaške
Zastava Slovaške je eden od štirih slovaških državnih simbolov. Sprejeta je bila 3. septembra 1992, od 1. januarja 1993 pa je državna zastava Slovaške republike. Sestavljena je iz treh enako dolgih zaporednih črt (belo-modro-rdeča trobojnica) in slovaškega grba, ki je upodobljen na levi polovici zastave. Ščit državnega grba je obrobljen z belo obrobo v širini stotine zastave. Razmerje stranic zastave je 2:3. Barve slovaške trobojnice izhajajo iz panslovanskih barv.

## Opis
Oblika zastave je opisana v 2. odstavku 9. člena Ustave Slovaške republike, kot tudi v Zakonu Narodne ljudske republike Slovaške republike št. 63/1993 Z. od. z dne 18. februarja 1993:
- razmerje stranic: 2 : 3
- položaj ščita z grbom: oddaljenost robov državnega grba je enaka od zgornjega, sprednjega in spodnjega roba zastave
- višina ščita z grbom: {\displaystyle {\frac {1}{2}}} višina zastave
- širina obrobe ščita grba: {\displaystyle {\frac {1}{100}}} dolžina zastave

Uporabo in način uporabe zastave določa zakon Narodne ljudske republike Slovaške št. 63/1993 Z. od. Državna zastava je dvignjena na drogu. Slovaško zastavo uporabljajo:
- državni organi Republike Slovaške,
- Oborožene sile Republike Slovaške,
- varnostne sile,
- Gasilska in reševalna služba,
- organi teritorialne samouprave,

za označevanje objektov, v katerih se nahajajo, pri organih lokalne samouprave pa tudi za označevanje uradne sobe najvišjega predstavnika. Poleg tega se državna zastava uporablja tudi ob državnem prazniku, izdanem pozivu za uporabo državne zastave, mednarodni prireditvi ali pomembni prireditvi državnega ali lokalnega značaja. V času državnega žalovanja je zastava na drogu spuščena do polovice droga.

## Zgodovina

### Stari vek
Ob koncu antike so na današnje ozemlje Slovaške začeli prodirati Slovani, ki so se tam razširili in naselili v 5. stoletju. Za označevanje svojih delitev so uporabljali platnene znake, ki pa so jih pozneje nadomestili tekstilni transparenti kvadratne oblike, imenovani veksilum, ki so se na ozemlje prednikov Slovakov razširili v času osvajanj rimskega cesarstva, kot simboli rimske konjenice in pomožnih enot. Na teh veksilih so bile izvezene slike ali okrajšave. Uporabljali so jih za označevanje enot v boju, njihov glavni namen pa je bil preprečiti dezorientacijo in napade v lastnih vrstah.

### Srednji vek

#### Velikomoravska
Po zmagi Konstantina Velikega leta 312 je veksilum (prapor), imenovan labarum, postal simbol vladarjev, običajno izdelan v temno rdeči oz. vijolični barvi. Kasneje je iz besede purpur (vijolična) nastala slovanska beseda »prapor«. Slovani so besedo uporabljali tudi potem, ko so vladarske zastave prenehale obstajati samo v temno rdeči barve. Po propadu starega Rima so labarum začeli uporabljati v Bizancu kot znak imperija in cesarske moči. Med drugim je bil monarh z labarumom upodobljen na kovancih. Primer tega so kovanci s podobo bizantinskega cesarja Mihaela III., ki so jih našli na velikomoravskih najdiščih. Prav on je na Velikomoravsko poslal Konstantina in Metoda in mogoče je, da sta kovance tja prinesla prav misijonarja. Veksilum je prišel na ozemlje Velikomoravske v času rimskega cesarstva, kjer so ga uporabljali za identifikacijo bojnih enot. Z nastankom Velikomoravske pa se je veksilum začel uporabljati kot labarum oz. prapor ali zastava, ki bi predstavljala moč samega kralja in celotne Velikomoravske države. Očitno je, da je Velikomoravska imelo svoj prapor; dokaz o tem najdemo v grobnici na arheološkem najdišču Mikulčice-Valy, kjer je bilo v grobu št. 240 najdenih več pozlačenih sponk pasu s konca 9. stoletja . Na njej je okorno upodobljen kralj, ki v levi roki drži rog »kraljevega maziljenja« (kar pomeni, da bi lahko bil Svetopolk, Mojmir II., oz. Rastislav ), v desni roki pa drži labarum. To je edina upodobitev velikomoravske zastave in najstarejša upodobitev zastave slovaškega ozemlja. Ta transparent ni v obliki kvadrata, temveč ležečega pravokotnika in na sebi nima nobenih likov. Tudi njegove barve ne moremo natančno določiti (domneva se, da je bil prapor rdeče ali vijolične, kot simbol kralja. Tudi naslednica, zastava kneževine Nitre ima rdeče polje).

#### Kneževina Nitra
Prva oblika "slovaške" zastave, ki je imela na sebi dvojni križ, izhaja iz kovanca kneza Géze, vladarja Nitranske kneževine okoli leta 970.. Na njem je upodobljena roka, ki drži zastavo z nejasno razločnim dvojnim križem, ki se je ohranil tudi v pečatu mesta Nitra iz časa kralja Béle IV. (1235–1270). Sestavljen je bil iz srebrnega ležečega dvojnega križa v rdečem polju, zastava pa je bila prirezana. Sam simbol dvojnega križa je na ozemlje tedanje Nitranske regije prišel v času Velikomoravske v času misijona bratov Cirila in Metoda iz Bizantinskega cesarstva . V Bizancu so ga uporabljali kot uradni simbol cesarja. Dvojni križ je ostal v zavesti tudi po propadu Velike Moravske in je bil znak suverenosti in moči. Kot simbol suverenosti, pa tudi kot simbol severnega ozemlja države, s katerim je bil zgodovinsko povezana, ga je še naprej uporabljala ogrska družina Arpád, ki je vladala ozemlju kneževine.

#### Ozemlje Matije Čaka Trenčinskega
Novejša oblika zastave je nastala v začetku 14. stoletja, leta 1301, v času vladavine kralja Ladislava V., ki je bil varovanec Matije Čaka Trenčinskega . Na zastavi je bil zlat stoječi dvojni križ na zlatem trohribu na rdečem polju. Matija Čak se je pojavil kot vladar takratnega ozemlja, približno enakega današnji zahodni in srednji Slovaški. Prav tako je vladal samo na ozemlju današnje Slovaške. Kot protipostavka tej zastavi se je na južnem ozemlju kraljevine uporabljala zastava kralja Karla I., ki je prvič postal kralj že leta 1301, a ga je priznal le del ogrskega plemstva. Njegovo zastavo so sestavljali t.i Arpádske črte, ki simbolizirajo 4 reke, ki tečejo po ozemlju Panonije (Donava, Tisa, Drava in Sava, ozemlje, kamor so se po naselitvi v Evropi naselili nomadski Ogri) v kombinaciji z anžujskimi lilijami. Dvojnega križa, ki je nekoč simboliziral severno ozemlje Madžarske, na zastavi kralja Karla I. ni bilo, verjetno prav zato, ker tega ozemlja ni nadzoroval. Karel I. je po zmagi v bitki pri Rožanovcih, v kateri so sodelovale čete Matije Trenčinskega kot podpora v bitki poraženih Omodejev, utrdil svojo oblast, končal vladavino Omodejev in naznanil konec vladavine samega Mateja Čaka Trenčinskega. Ta bitka je opisana v Ilustrirani kroniki, kjer sta upodobljena oba prapora. Po smrti Matije Čaka se je ta zastava prenehala uporabljati in do leta 1382 je bila na Ogrskem v uporabi kraljeva zastava Karla I. Vse do 19. stoletja ni bilo zastave, ki bi predstavljala izključno ozemlje današnje Slovaške oziroma Slovakov. Kljub temu so se simboli, kot sta dvojni križ ali trohrib, še naprej uporabljali na ogrski zastavi .

### Novi vek

#### Prva zastava Slovakov
Prva slovaška zastava je začela nastajati v 19. stoletju. V Prošnjah slovaškega naroda so opisane zahteve Slovakov za ogrski parlament 11. maja 1884. V zahtevah je bila skupaj z madžarsko in ogrsko zastavo opisana tudi takole: »Imamo rdeče-belo zastavo za Slovaško, rdeče-belo-zeleno zastavo za Madžarsko, rdeče-belo-zeleno zastavo z ogrskim grbom za državo." Torej je bila rdeče-bela dvobarvna (podobna češki in poljski ) z zarezo. Uporabljali so jo med aprilom in septembrom 1848, prva "uradna" uporaba takšne zastave pa naj bi bila 23. aprila 1848 v Brezovi pod Bradlom med gledališko predstavo.

#### Izvor trobojnice
Sedanja oblika zastave s trobojnico je nastala med vstajo v letih 1848/1849, ko so se Slovaki na strani Dunaja borili proti Madžarom. Od septembra (ali avgusta) 1848 je bila dodana modra črta in začela se je uporabljati v glavnem rdeče-modro-bela (z napisi: Bratstvo a svornosť (Bratstvo in sloga), Za kráľa a národ slovenski (Za kralja in slovaški narod), Sláva šetkím Slovákom (Slava vsem Slovakom) ali rdeče-belo-modra zastava, v sredini katere je bil upodobljen ogrski grb, vendar z modrim trohribom. Ta edinstvena zastava je prvič zaplapolala 18. septembra 1848 med septembrsko ekspedicijo slovaške vstaje, ko so vojaki prestopili moravsko-slovaško mejo. Postala je uradna zastava avtonomne Slovaške, ko so predstavniki Slovaškega narodnega sveta 18. septembra 1848 razglasili njeno neodvisnost. Z uporabo ogrskega grba na slovaški zastavi so želeli izraziti, da se Slovaki (še) nočejo odcepiti od kraljevine, ampak si želijo le priznanja slovaškega naroda in avtonomije znotraj Ogrske. Pojavila se je tudi belo-modro-rdeča kombinacija (z napisi: Sláva kráľovi a slobode, svornosť (Slava kralju in svoboda, sologa)). To je bila zadnja kombinacija v spremenjeni obliki (brez napisov in obrob), ki je trajala praktično do nastanka Slovaške republike. Modra črta je bila prevzeta iz ruske in hrvaške zastave (Rusi kot pokrovitelji Slovanov, Hrvati kot bratski narod v kraljevini).
Vrstni red črt se je stabiliziral šele leta 1868. Zastavo so na veliko uporabljala slovaška združenja v ZDA.

### Po nastanku Češkoslovaške
Po ustanovitvi Češkoslovaške je bila uporabljena državna zastava Češke, torej je belo-rdeča dvobarvna, vendar je bila skoraj enaka zastavi Poljske. 30. marca 1920 so tradicionalno češko belo-rdečo zastavo po dolgem premisleku dopolnili z modrim trikotnikom, ki je simboliziral Slovaško, saj so imeli Slovaki že omenjeno modro barvo v svojem grbu od leta 1848. Tako je nastala češkoslovaška zastava, ki jo današnja Češka še vedno uporablja na podlagi zakona z dne 17. decembra 1992, čeprav izrecno krši zakon o razdelitvi Češkoslovaške iz leta 1992, ki izrecno prepoveduje uporabo češko-slovaških simbolov v državah naslednicah.
Slovaki so svojo tričrtasto zastavo (današnjo brez grba) uporabljali tudi po letu 1918, zato je bila njena uporaba na Češkoslovaškem uradno dovoljena leta 1919. 19. novembra 1938, po razglasitvi slovaške avtonomije v okviru Češko-Slovaške, je tričrtasta zastava dobila uradni položaj. V letih 1938-1939 so Slovaki začasno uporabljali tudi zastavo z rdečim dvojnim križem v belem krogu na modri podlagi kot simbol boja za avtonomijo znotraj Češkoslovaške.
V času Slovaške sovjetske republike leta 1919 je bila kot državna zastava uporabljena čista rdeča zastava kot simbol komunizma.
V letih 1939-1945 je Prva slovaška republika uporabljala kot državno zastavo uporabljala trobojnico brez grba. Uvedla je tudi svojo vojno zastavo (ukinjena leta 1945), ki je bila enaka državni vendar s črnim dvojnim križem v belem črno obrobljenem ščitu na sredini.
Po žametni revoluciji je bila 1. marca 1990 z ustavo ponovno uvedena tričrtasta zastava (brez grba). Uporaba grba na zastavi je postala nujna od leta 1991, da bi se izognila zamenjavi s podobnima novima zastavama Rusije in Slovenije. Ker so bili takrat prisotna pomembnejša vprašanja, se je nova zastava s simbolom pojavila šele v 9. poglavju ustave. Prvič je zaplapolala pred Bratislavskim gradom 3. septembra 1992 ob 20.22.
Nekatere podrobnosti o obliki slovaške državne zastave so bile določene šele z zakonom Slovaške republike z dne 18. februarja 1993. Po zakonu je višina ščita z emblemom enaka polovici širine zastave, ščit pa obroblja bela črta, katere širina je enaka stotini dolžine zastave. Za nastankom sedanje oblike zastave sta stala heraldika Ladislav Vrtel in Ladislav Čisárik. Pri ustvarjanju je pomembno sodeloval tudi Jozef Novák, ki pa je zasluge pozneje zavrnil.

## Zgodovinski razvoj
|  | 1848 – Zastava iz prošenj slovaškega naroda z dne 11. maja 1848. |
|  | 1848/1849 – Zastava, ki jo je uporabljal slovaški prostovoljni korpus med slovaško vstajo 1848/1849. Kasneje je postala zastava Slovaškega narodnega sveta . |
|  | 1848 – Eden izmed praporov, kjer trohrib pod dvojnim križem ni bil več zelen, temveč moder, prvič uporabljen leta 1848. |
|  | 1848/1849 – Slovaška zastava, uporabljena med revolucijo. |
|  | Zastava s tem vrstnim redom barv se je uporabljala od leta 1848/1849 in je bila uradno uveljavljena leta 1868 kot zastava Slovakov. Veliko jo uporabljajo tudi Slovaki v Ameriki in njihova združenja. V letih 1919-1938 je bila neuradna zastava Slovaške, v letih 1938-1939 pa uradna zastava avtonomne Slovaške države. V letih 1939–1945 je bila uradna zastava Slovaške republike, v letih 1990–1992 pa uradna zastava Slovaške republike v okviru Češkoslovaške . |
|  | Češko-slovaška zastava po načrtih Milana Rastislava Štefánika, ki je bila kasneje uporabljena kot zastava Češkoslovaškega narodnega sveta . |
|  | Zastava Češkoslovaške republike v letih 1918-1920, ki je temeljila na državni zastavi Češke. Bila je tudi uradna, a praktično neuporabljena zastava Češke republike znotraj Češkoslovaške od 13. marca 1990 do 31. decembra 1992. |
|  | 1919 – Zastava Slovaške sovjetske republike, ki je obstajala le kratek čas (od 16. junija do 7. julija 1919). |
|  | Češkoslovaška zastava od 1920 do 1992 in tudi uradna zastava Češke republike od 1. januarja 1993 . |
|  | Vojna zastava Prve Slovaške republike (1939 – 1945). |
|  | Zastava Republike Slovaške od 3. septembra 1992. |